# Jens Lööke
Jens Lööke, född 11 april 1997 i Gävle, är en svensk ishockeyforward som 2023 spelar i IF Björklöven i Hockeyallsvenskan efter en säsong i Liiga. Säsongerna dessförinnan spelade Lööke för Timrå IK i Hockeyallsvenskan och SHL.